# آلکساندر هاروتیونیان
الکساندر گریگوری هاروتونیان (آرتونیان) (ارمنی: Ալեքսանդր Գրիգորի Հարությունյան؛ ۲۳ سپتامبر ۱۹۲۰ – ۲۸ مارس ۲۰۱۲) یک آهنگساز و نوازنده پیانو اهل ارمنستان و یکی از آهنگسازان برجستهٔ دوران شوروی ارمنستان بود.

## زندگی‌نامه
وی در ۲۳ سپتامبر ۱۹۲۰ در ایروان به دنیا آمد و از کنسرواتوار دولتی کومیتاس ایروان فارغ‌التحصیل گشت.  وی در ۲۸ مارس ۲۰۱۲ در سن ۹۱ سالگی در ایروان درگذشت و در پانتئون کومیتاس به خاک سپرده شد.
حدود ۷۰ سال به‌طور مداوم دست به آفرینش موسیقی زده و کل آثار او به ۲۵۰ قطعه می‌رسد که در این میان تعداد زیادی آثار سمفونیک دیده می‌شود. هاروتونیان برای صدای انسان با همراهی ارکستر یا سازهای سولو هم قطعات زیادی دارد. او تعدادی از آهنگ‌های نغمه‌سرایان سیار قدیمی را نیز تنظیم کرده‌است. قطعهٔ «کانتات میهن» او شهرت زیادی دارد که برای خواننده سولو، کُّر و ارکستر سمفونیک در ۵ موومان در سال ۱۹۴۸ سروده شده. قطعهٔ بسیار زیبایی هم بر روی شعری از هوانس تومانیان، ملک‌الشعرای ارمنی، با عنوان «با میهن خودم» ساخته که توصیفِ وضعیت اسفناک ارمنی‌ها پس از نسل‌کشی ۱۹۱۵ در ترکیه است. تبحر هاروتونیان بیشتر در موسیقی کنسرتو، به ویژه برای سازهای بادی است. می‌توان گفت که آثار سمفونیکِ هاروتونیان، به عنوان یک آهنگساز ارمنی قرن بیستم، بعد از آرام خاچاطوریان از نظر اجرای جهانی مقام دوم را دارد. کنسرتوی ترومپت او چنان مشهور است که در تمام کنسراتوارهای موسیقی در جهان تدریس می‌شود و اکثر نوازندگان زبدهٔ ترومپت آن را اجرا یا ضبط می‌کرده‌اند. هاروتونیان اپرایِ سایات نووا را در سال ۱۹۶۷ تصنیف کرده و نخستین اجرای آن به سال ۱۹۶۹ در ایروان بر می‌گردد

## آثار
- اپرای سایات‌نووا

## فیلمشناسی
- ناهاپت (۱۹۷۷)

## جوایز
وی برنده جوایز زیر شده‌است:
- جایزه دولتی اتحاد شوروی (جایزه دولتی استالین) (۱۹۴۹)
- هنرمند مردمی ارمنستان شوروی (۱۹۶۲)
- جایزه هنرمند مردمی اتحاد جماهیر شوروی (۱۹۷۰)
- جایزه دولتی ارمنستان (۱۹۷۲)
- مدال طلای جایزه آلکساندروف تمام-اتحادیه (۱۹۷۷)
- مدال اورفوس، ایالات متحده (۱۹۸۳)
- جایزه آرام خاچاتوریان (۱۹۸۶)
- مدال موسس خورناتسی، ارمنستان (۱۹۹۸)
- نشان مسروپ ماشتوتس، ارمنستان (۲۰۰۱)
- نشان ساهاک مقدس و مسروب مقدس، ارمنستان (۲۰۰۴)
- مدال طلای فرهنگستان ملی علوم ارمنستان (۲۰۰۵)
- شهروند افتخاری ایالت کنتاکی، ایالات متحده (۱۹۸۳)
- شهروند افتخاری ایروان (۱۹۸۷)

## نگارخانه

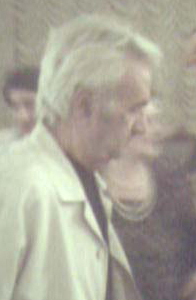
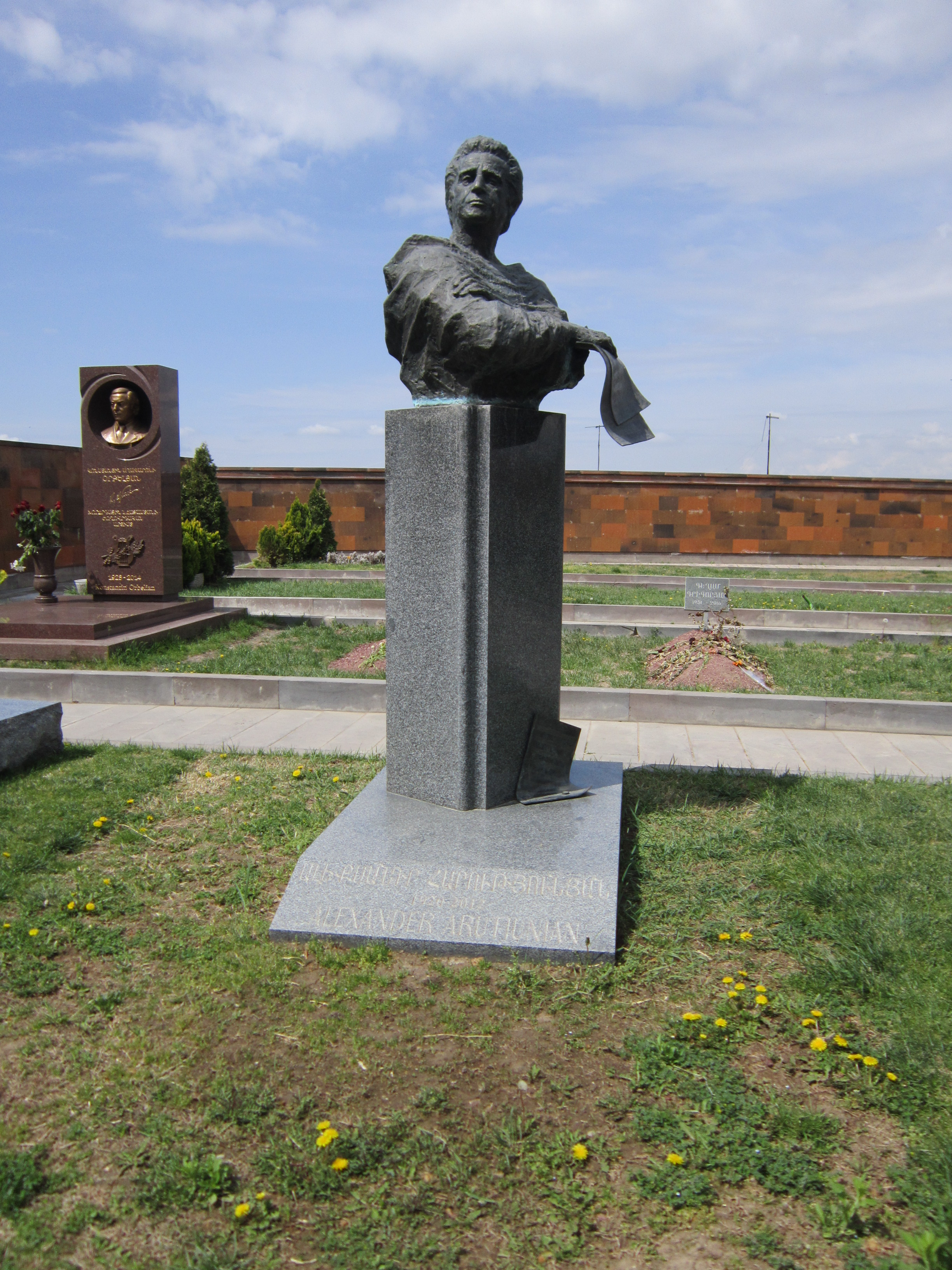